# ویلیام بلیسدل
ویلیام بلیسدل (انگلیسی: William Blaisdell؛ آوریل ۱۸۶۵ – ۱ ژانویه ۱۹۳۱) بازیگر اهل ایالات متحده آمریکا بود.

## گزیدهٔ فیلم‌شناسی
- غوغای آنان را بشنو
- مشغله ذهنی
- با همرقص‌هایت سوئینگ برقص
- بخت خود را بیازما
- یک عاشقانه اوزارک
- آتش‌نشان فرزند مرا نجات بده
- زودباش
- مظلوم و بی‌آزار
- سبیل‌ها را تاب بده
- رِند شهری
- مشغله ذهنی
- سلام!
- خانم‌ها وارد می‌شوند
- خجالتی
- گاسی دو لول